# Chicago, Burlington and Quincy Railroad
Die Chicago, Burlington & Quincy Railroad (CB&Q) war eine US-amerikanische Eisenbahngesellschaft, deren Streckennetz sich von Chicago durch den Mittleren Westen und darüber hinaus bis nach Denver in Colorado und Billings in Montana ausdehnte. Sie ging am 2. März 1970 in der Burlington Northern Railroad auf.

## Streckennetz

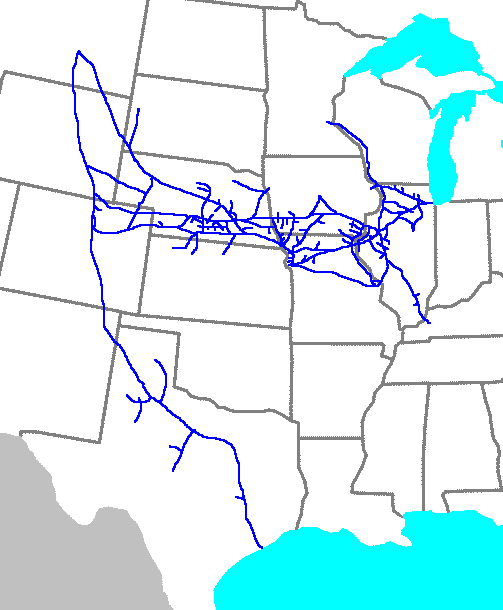
Streckenkarte einschließlich der nach Texas führenden Strecke der dem Unternehmen angegliederten Colorado and Southern Railway

Das Einzugsgebiet der Bahngesellschaft wurde im Wesentlichen von den Eckpunkten Chicago, St. Louis, Kansas City, Denver, Omaha, Galesburg und Minneapolis-St. Paul begrenzt. Aus diesem Rahmen fielen vor allem die Streckenäste von Alliance (Nebraska) nach Billings (Montana) im Nordwesten und von Concord (Illinois) nach Paducah (Kentucky) im Südosten. Die der Gesellschaft untergeordnete Colorado and Southern Railway betrieb eine lange Zweiglinie von Colorado nach Texas. 1929 wurden 9367 Streckenmeilen betrieben, 1969 waren es 8430 Meilen.

## Geschichte

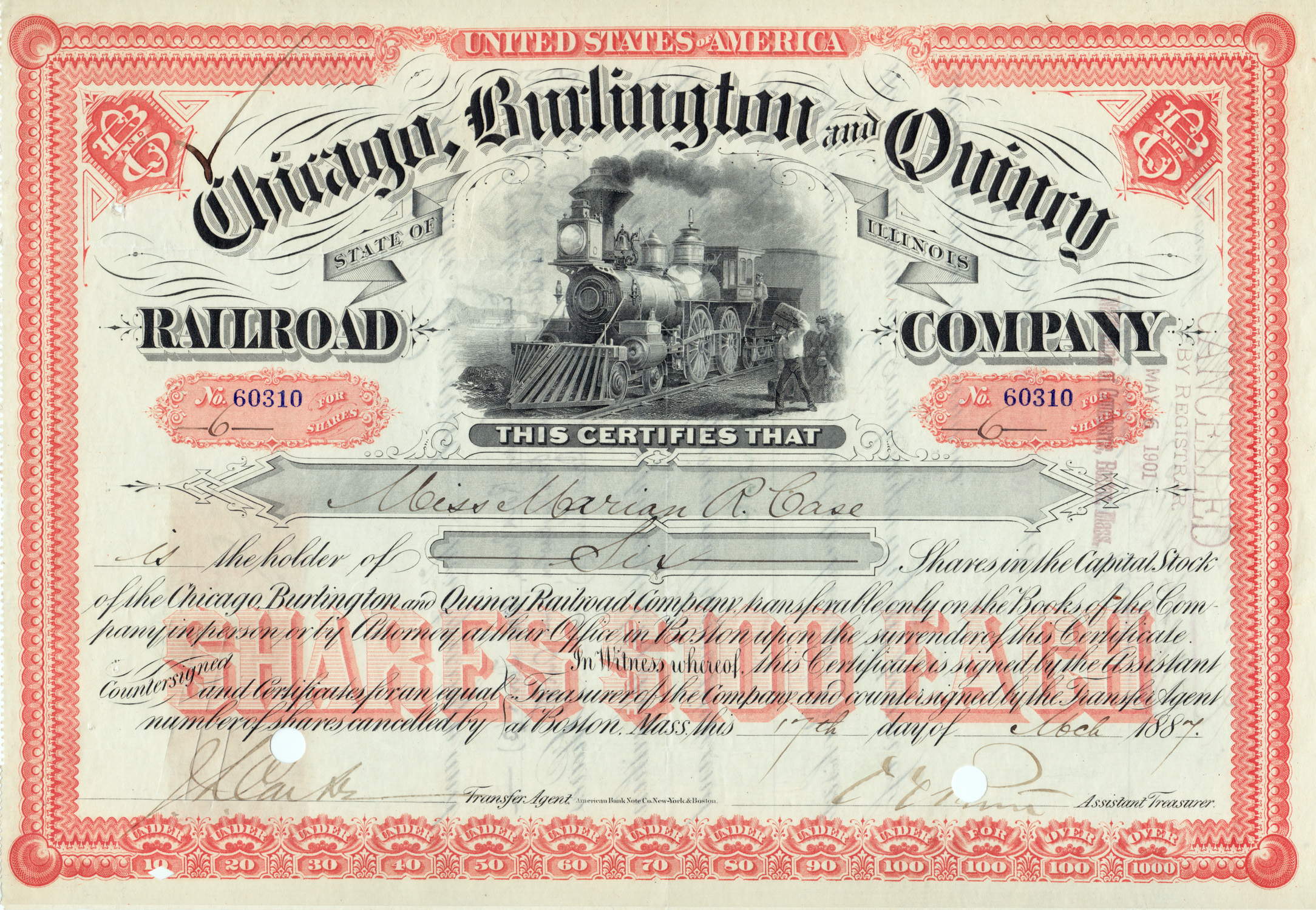
Aktie der CBQ von 1887

Der älteste Vorläufer der Chicago, Burlington and Quincy Railroad war die am 12. Februar 1849 gegründete Aurora Branch Railroad. Die Gesellschaft wollte einen Zugbetrieb zwischen Aurora und Chicago anbieten. Am 2. September 1850 fuhr der erste Zug über eigene Gleise bis Turner Junction (West Chicago) und über Gleise der Galena and Chicago Union Railroad (G&CU), der Vorgängergesellschaft der Chicago and North Western Railway. Nach der G&CU war die Aurora Branch Railroad die zweite Bahngesellschaft, die Zugfahrten nach Chicago durchführte. Am Anfang geschah dies mit geliehenem Fahrzeugmaterial der Galena Road, da das eigene noch nicht eingetroffen war. Im Juni 1852 änderte die Bahngesellschaft ihren Namen in Chicago and Aurora Railroad:9 und baute ihre Strecke weiter westwärts von Aurora nach Mendota (Illinois), wo eine Verbindung mit der Illinois Central Railroad erfolgte. Es folgte der Weiterbau der Strecke nach Galesburg (Illinois), später einer der wichtigsten Knotenpunkte der Bahn, wo mit dem Galesburg Yard ein großer Rangierbahnhof entstand.
Am 14. Februar 1855 änderte die Gesellschaft erneut ihren Namen, diesmal in „Chicago, Burlington and Quincy Railroad“ um. Im selben Jahr wurde die Strecke zum Ostufer des Mississippi Rivers gegenüber von Burlington (Iowa) von einer Fremdgesellschaft eröffnet. Mit der ein Jahr später erfolgten Eröffnung der Strecke von Galesburg nach Quincy (Illinois), ebenfalls am Mississippi gut 100 Kilometer flussabwärts gelegen, waren beide namensgebenden Städte erreicht. 1857 wurde, ebenfalls von einer Fremdgesellschaft, eine kurze Strecke von Galesburg nach Peoria (Illinois) eröffnet. Alle Linien waren spätestens 1865 von der CB&Q aufgekauft. Weiterhin baute die Bahn ihre eigene Linie von Aurora nach Chicago und war damit unabhängig. Diese Strecke ist mit dem 1863 eingeführten Vorortverkehr die älteste noch betriebene Personenzuglinie in Chicago.
Die CB&Q wurde bald bekannt als eine der vornehmsten „Farmbahnen“, da sie landwirtschaftliche Gebiete, oft auch über Zweiglinien, bediente. Mit dem stetigen Ankauf von Lokomotiven, Wagen, Ausrüstung und Gleisen war es ihr 1862 möglich, an die Börse zu gehen. Im selben Jahr galt sie als einzige Class I-Gesellschaft in den USA, die immer ihre Dividende auszahlen konnte, sich noch nie überschuldete und immer ihren Zahlungsverpflichtungen nachkommen konnte. 1864 war das Streckennetz bereits 400 Meilen lang.

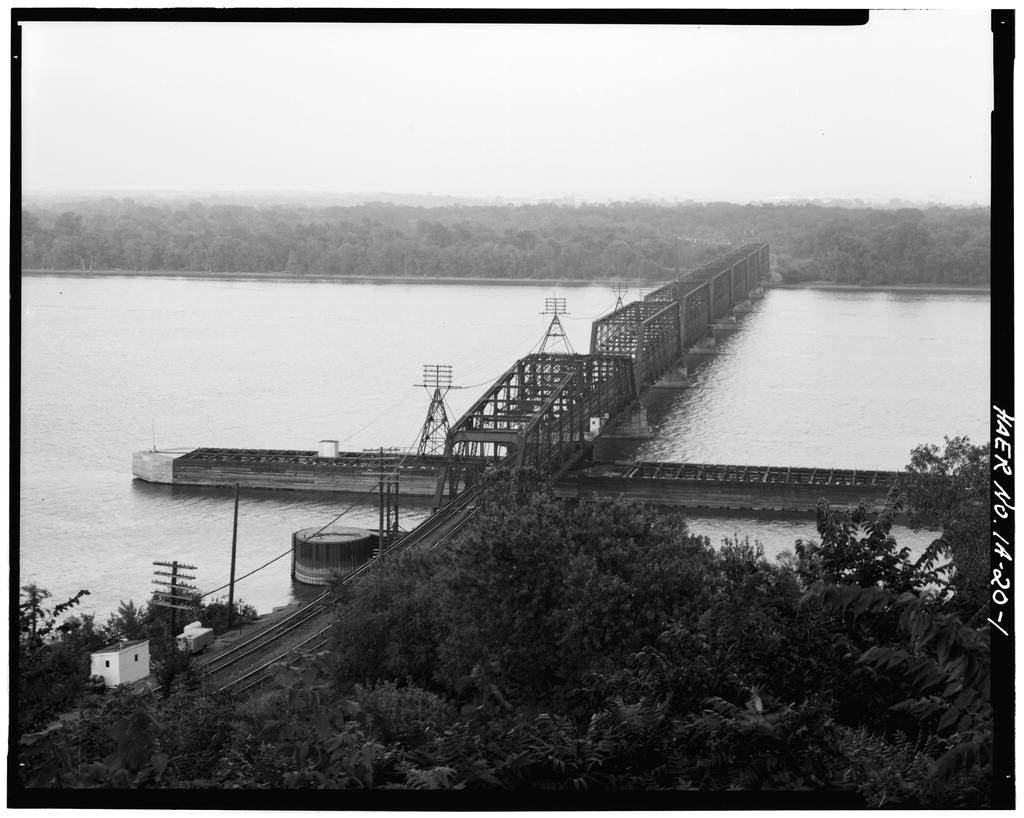
Brücke über den Mississippi bei Burlington (Foto von 1985)

1868 stellte die CB&Q zwei Brücken über den Mississippi bei Quincy und Burlington fertig und erreichte damit erstmals das Staatsgebiet von Missouri einerseits und das jenige von Iowa andererseits. Gegenüber von Quincy hatte sie Anschluss an die Hannibal and St. Joseph Railroad (H&St.J) und in Burlington an die Burlington and Missouri River Railroad (B&MR). Die H&St.J war die erste Gesellschaft in den USA, die Bahnpostwagen zum Sortieren von Briefen verwendete. In St. Joseph am Missouri River wurde die Post dann an den Pony-Express übergeben. Ihre Strecke verband die beiden namensgebenden Städte bereits seit 1859 und war somit die erste Gesellschaft, die bei Nutzung einer Fähre über den Mississippi eine Bahnverbindung von Chicago zum Missouri anbot. 1869 verband die CB&Q die H&St.J von Cameron (Missouri) östlich von St. Joseph mit Hilfe einer Brücke über den Missouri mit Kansas City (Missouri). Die B&MR, die langsam entlang eines alten Indianerpfades (der heutigen U.S. Route 34) nach Westen vorantrieb, erreichte den Missouri River erst am 26. November 1869 gegenüber von Plattsmouth in Nebraska. Danach wurde die Strecke weiter westwärts durch Nebraska gebaut, allerdings mit Hilfe einer weiteren untergeordneten Gesellschaft, der 1869 gegründeten Burlington and Missouri River Railroad in Nebraska und vorerst ohne direkte Schienenverbindung über den Missouri River. Im Sommer 1870 erreichte die Tochtergesellschaft Lincoln, die neue Hauptstadt Nebraskas, und 1872 Kearney (Nebraska), wo Anschluss zur Union Pacific Railroad bestand. Im selben Jahr übernahm die Chicago, Burlington & Quincy Railroad die Tochtergesellschaft in Iowa. Im Sommer 1880 stellte die für Nebraska zuständige Tochtergesellschaft bei Plattsmouth die fehlende Brücke über den Missouri River fertig und wurde von der CB&Q übernommen; das nächste Bauziel lautete nun Denver in Colorado, das im Jahre 1882 erreicht wurde. Mit der Fertigstellung kam auch die erste direkte Schienenverbindung von Denver nach Chicago zustande. Ein Jahr später übernahm die CB&Q schließlich die Hannibal and St. Joseph Railroad, die sie ab 1871 zunächst an Jay Gould und sein konkurrierendes Imperium verloren hatte. Dadurch auf der Route Chicago–Kansas City zunächst gestärkt, traten hier mit der Milwaukee Road 1887 und der Santa Fe 1888 bald neue Konkurrenten auf den Plan.

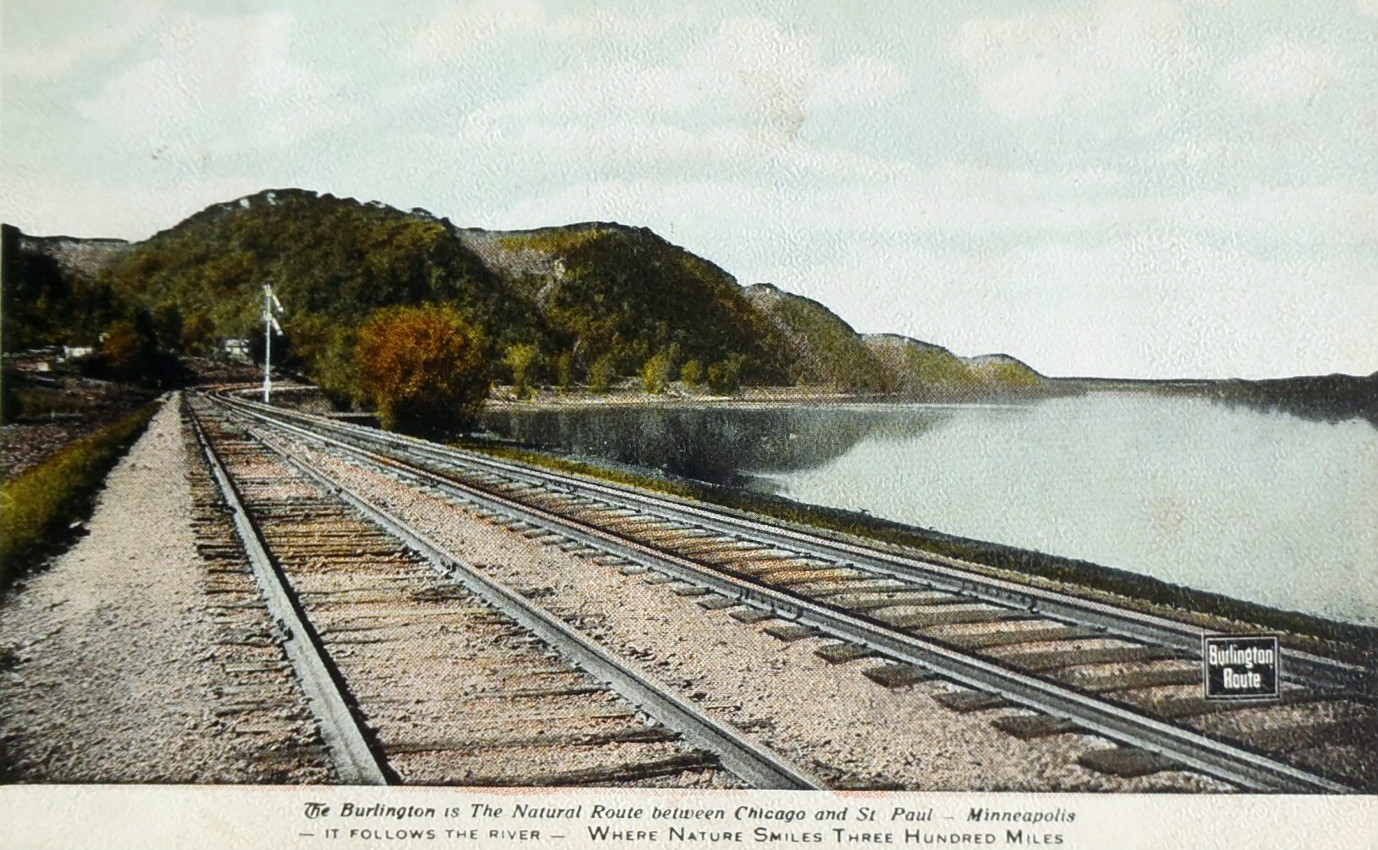
Strecke am Mississippi River von St. Paul nach Chicago Anfang des 20. Jahrhunderts

Mit dem Boom im Pazifischen Nordwesten und dem Bau der Northern Pacific Railway sowie der späteren Great Northern Railway wurde 1882 mit dem Bau einer Linie am Ostufer des Mississippi River nach St. Paul begonnen. Die Strecke führte von Aurora nach Savanna am Mississippi River und von dort über die Chicago, Burlington and Northern Railroad, an der die CB&Q zu einem Drittel beteiligt war, flussaufwärts. Sie war 25 Meilen länger als die der Konkurrenzgesellschaften Milwaukee Road und Chicago and North Western, dafür steigungsärmer. Die Fertigstellung erfolgte 1886, 1899 wurde die CB&N eingegliedert. Die schnelle Expansion nach dem Sezessionskrieg basierte auf einem gesunden finanziellen Management, das von John Murray Forbes aus Boston und seinem Unterstützer Charles E. Perkins geleitet wurde. Perkins war ein erfolgreicher Manager, der schließlich ein System aus mehreren vormaligen Tochtergesellschaften schmiedete, wodurch sich unter seinem Firmenvorsitz von 1881 bis 1901 die Größe der Bahngesellschaft verdreifachte. Perkins glaubte, dass die Gesellschaft in ein größeres transkontinentales Bahnsystem integriert werden müsste. Obwohl sie bis nach Denver und ab 1894 auch bis nach Billings (Montana) reichte, verfehlte sie den anvisierten Streckenbau zum Pazifik. Trotz Annäherung an E. H. Harriman von der Union Pacific entschied Perkins, sich bei der Partnersuche nicht in Richtung San Francisco, sondern nach Nordwesten zu orientieren. Hier waren Nutzholz- und Kohlevorräte vielversprechender als bei der Union Pacific oder der Southern Pacific. 1901 erwarben nach einem kurzen, aber intensiv geführten Übernahmekampf mit der Union Pacific die damals von James J. Hill beherrschten Bahngesellschaften Great Northern Railway und Northern Pacific Railway 98 % der Burlington Route. Eine Fusion der drei Gesellschaften sollte jedoch noch 69 Jahre dauern. Nach einem weiteren Übernahmekampf um die Northern Pacific einigten sich Hill und Harriman auf die Gründung der Chicago, Burlington and Quincy Railway, an der die Union Pacific Railroad 50 % der Aktien hielt. Diese Gesellschaft pachtete mit Wirkung vom 30. September 1901 die Chicago, Burlington and Quincy Railroad für 99 Jahre. Damit bestand für Harriman die Sicherheit, dass die CBQ nicht weiter in den Einflussbereich der Union Pacific expandierte. Mit Wirkung vom 30. Juni 1907 wurde die Pacht beendet.
1908 erwarb die CB&Q die Aktienmehrheit an der Colorado & Southern mit deren Anteilen an der Fort Worth & Denver und der Trinity and Brazos Valley Railway (ab 1930: Burlington-Rock Island Railroad), wodurch die CB&Q ihren Einfluss südwärts nach Dallas und weiter zu den Hafenstandorten Houston und Galveston am Golf von Mexiko ausweiten konnte. Von Billings aus wurde eine Route nach Süden gebaut, die die C&S 1914 traf. 1916 konnte mit einer Strecke von Ashland (Nebraska) nach Sioux City ein Anschluss an die Great Northern mitten in der Prärie hergestellt werden. Durch den Bau einer Strecke von Concord (Illinois) nach Paducah (Kentucky) im Südosten wurde außerdem das südliche Mississippi-Tal besser erschlossen. Ungefähr zu dieser Zeit erreichte die Gesellschaft ihre größte Ausdehnung; in den 1920er Jahren betrieb sie über 12.000 Streckenmeilen in 14 Bundesstaaten.:10 Der Erste Weltkrieg hatte auf die Bahngesellschaft den gleichen Effekt wie auf die anderen: In den 1920er Jahren schwollen die Güterbahnhöfe mit Wagen über. Mit der Weltwirtschaftskrise musste die CB&Q einen guten Teil davon verschrotten.
1929 gründete die CB&Q das Subunternehmen Burlington Transportation Company, um Fernbusse parallel zum Schienennetz zu betreiben. 1936 war diese Gesellschaft an der Gründung von Trailways Transportation System beteiligt und führt bis heute Fernbusverkehr als Burlington Trailways durch. Obwohl der Passagierverkehr langsam zurückging, führte die Bahn 1934 den berühmten Zephyr-Betrieb ein.
Nach dem Zweiten Weltkrieg war die Fahrzeugflotte, die bereits im Zeichen der Verdieselung stand, massiv von überalterten Dampflokomotiven geprägt. Die Gesellschaft begann die Verdieselung mit Lokomotiven von EMD, deren Fabrik sich in McCook (Illinois), in geeigneter Weise südlich der dreigleisigen Hauptlinie bei La Grange (Illinois), befand. Die letzte Dampflok fuhr am 28. September 1959.
Das Unternehmensarchiv wurde in den 1940er Jahren der Newberry Library gestiftet, deren Leiter Stanley Pargellis zur Vorbereitung auf den 100. Geburtstag des Unternehmens zudem eine Fotodokumentation des Alltagslebens entlang der Bahnstrecke erstellte.
1959 war mit dem Abstellen der letzten Dampflokomotive die Verdieselung beendet. Als sich in den 1960er Jahren die finanzielle Situation der US-amerikanischen Bahnen verschlechterte, fusionierte die Chicago, Burlington and Quincy Railroad am 2. März 1970 gemeinsam mit der Great Northern Railway, der Northern Pacific Railway und der Spokane, Portland and Seattle Railway zur Burlington Northern Railroad.

## Lokomotiven

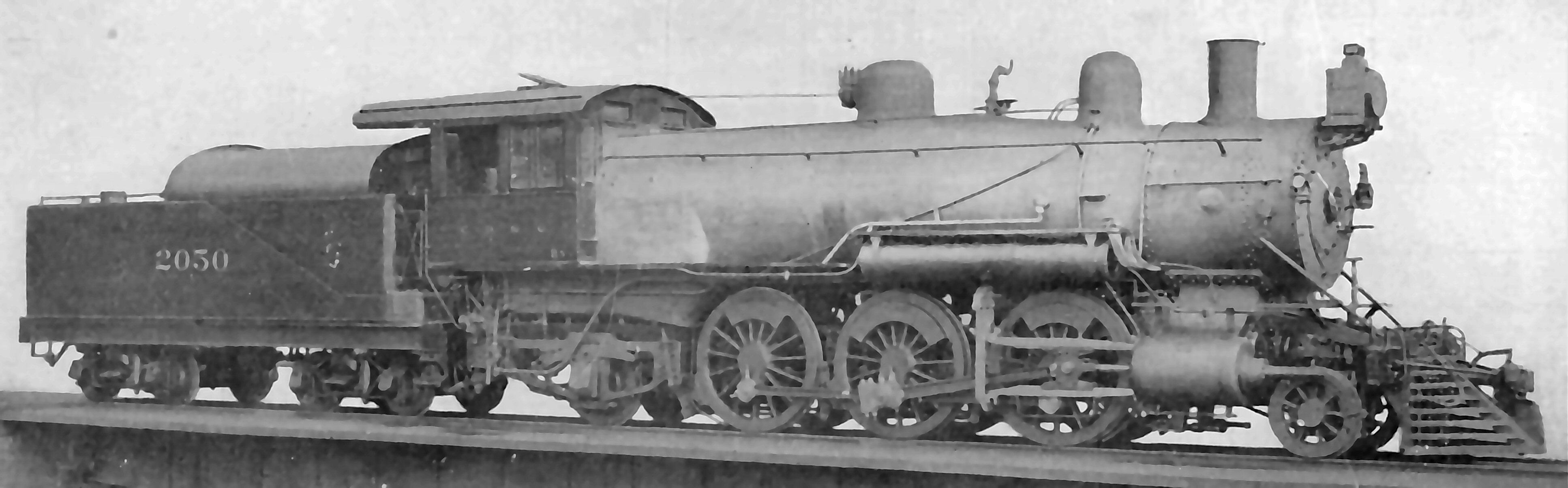
Lokomotive der Bauart Prairie (1'C1'), gebaut von Baldwin Locomotive Works für die Chicago, Burlington and Quincy Railroad

Für die Eröffnung zwischen Turner Junction und Aurora im Jahr 1850 musste mangels eigener Lokomotiven die „Pioneer“ von der Galena and Chicago Union Railroad ausgeliehen werden, die zwei Jahre zuvor den ersten Zug in Chicago zog. Sie ist heute im Chicago History Museum ausgestellt. 1899 war die CB&Q im Besitz von 1205 Lokomotiven.
Bereits 1897 suchte die Gesellschaft in Form von Verbrennungsmotoren nach Alternativen zum Dampfbetrieb. Die Aurora Shops bauten einen klobigen und völlig unzuverlässigen Motor, der sich als zu unpraktisch erwies: Es wurde ein 6000 Pfund schweres Schwungrad eingesetzt und die Probleme mit Überhitzung waren so massiv, dass sich selbst die heute verfügbaren Materialien binnen Minuten deformiert hätten. Die Dieselmotoren waren zu dieser Zeit noch zu groß, als dass sie sich für einen Einsatz eigneten, der über langsamen und gleichmäßigen Fahrbetrieb hinausging.
Die EMD E5 wurde ausschließlich für die CB&Q gebaut und bestand im Gegensatz zu ihren Geschwisterbaureihen aus poliertem rostfreiem Stahl.

## Personenverkehr
Die Bahngesellschaft unterhielt eine Reihe von stromlinienförmigen Triebzügen, die Zephyre genannt und von der Budd Company hergestellt wurden. Sie stellten die berühmteste und größte Flotte an stromlinienförmigen Triebzügen in den Vereinigten Staaten dar. Der Pioneer Zephyr, der erste dieselelektrisch angetriebene, stromlinienförmige Reisezug, unternahm seine erste Fahrt am 26. Mai 1934 von Denver nach Chicago. Ab dem 11. November 1934 wurde dieser Triebzug zwischen Lincoln (Nebraska), Omaha und Kansas City (Missouri) im planmäßigen Verkehr eingesetzt. Obwohl diese unverkennbaren, aus blankem Stahl bestehenden Einheiten in den USA weitbekannt waren, zogen sie keine neuen Reisenden an. Mit der Gründung von Amtrak wurde die letzte Einheit abgestellt. Der zusammen mit der Denver and Rio Grande Western Railroad und der Western Pacific Railroad betriebene California Zephyr (Chicago–Oakland) fährt heute noch bei Amtrak als Zug 5 (westwärts) und Zug 6 (ostwärts). Ein weiterer Amtrak-Zug, der Illinois Zephyr zwischen Chicago und Quincy, ist ein moderner Nachkomme der vormals zwischen Chicago und Kansas City verkehrenden Züge Kansas City Zephyr und American Royal Zephyr.
Weitere Zephyr-Verbindungen waren:

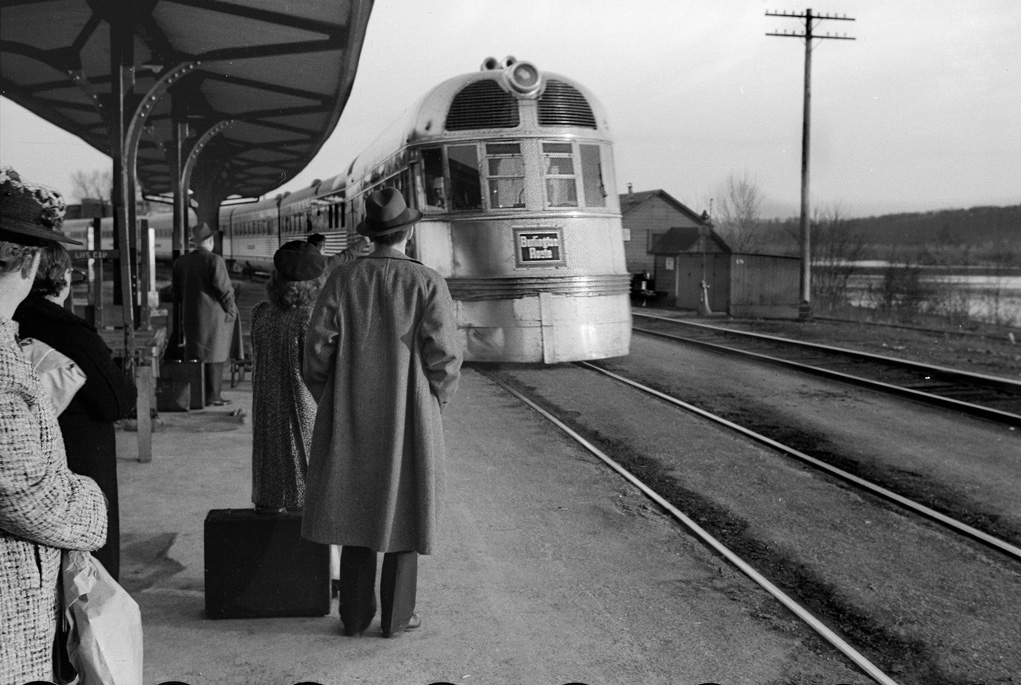
Ein Burlington Zephyr erreicht den Bahnhof von East Dubuque (Illinois) (1940)

- Twin Cities Zephyr (Chicago–Minneapolis-St. Paul),
- Mark Twain Zephyr (St. Louis–Burlington),
- Denver Zephyr (Chicago–Denver),
- Nebraska Zephyr (Chicago–Lincoln),
- Sam Houston Zephyr (Houston–Dallas-Ft. Worth),
- Ozark State Zephyr (Kansas City–St. Louis),
- General Pershing Zephyr (Kansas City–St. Louis),
- Silver Streak Zephyr (Kansas City–Omaha–Lincoln),
- Ak-Sar-Ben Zephyr (Kansas City–Omaha–Lincoln),
- Zephyr-Rocket (St. Louis–Minneapolis-St. Paul),
- Texas Zephyr (Denver–Dallas-Ft. Worth).

In Zusammenwirken mit der Great Northern und der Northern Pacific wurden deren Transkontinentalzüge über die Gleise der Burlington zwischen Chicago und Minneapolis befördert. Für die Great Northern waren das der Paradezug Empire Builder und der kleinere Bruder Western Star, für die Northern Pacific der North Coast Limited und der Mainstreeter. Gemeinsam mit der Northern Pacific Railway wurden außerdem die Transkontinentalzüge North Pacific Express (Chicago–Seattle–Tacoma) und Atlantic Express (Seattle–Tacoma–Chicago) betrieben. Als Gegenstück zum Tagesbetrieb der Twin Zephyrs und als Konkurrenzprodukt zum Pioneer Limited der Milwaukee Road und zum North Western Limited der Chicago and Northwestern wurde zwischen Chicago und Minneapolis der Nachtreisezug Black Hawk betrieben.